# Równia pod Śnieżką

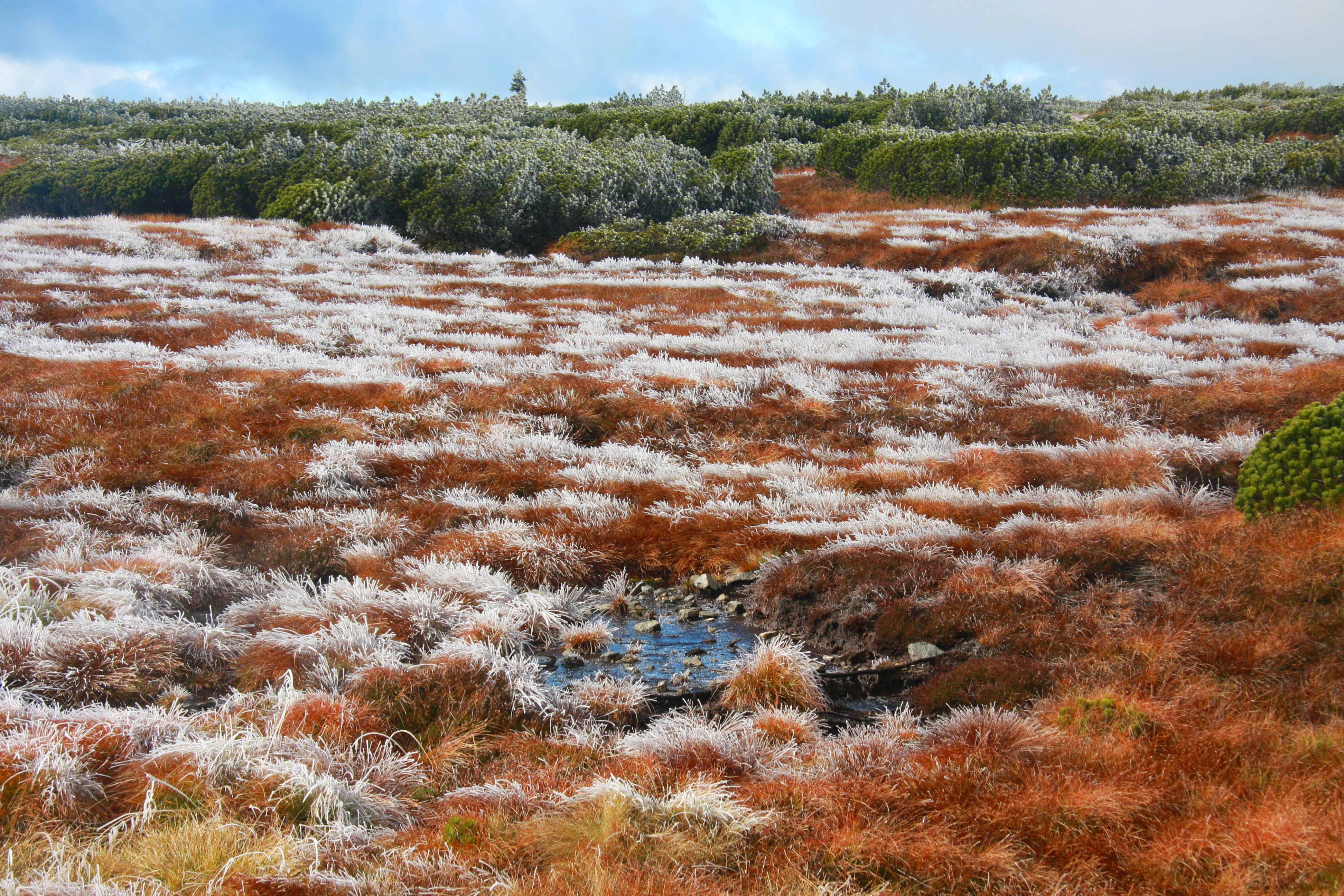
Torfowisko wysokie na równi pod Śnieżką

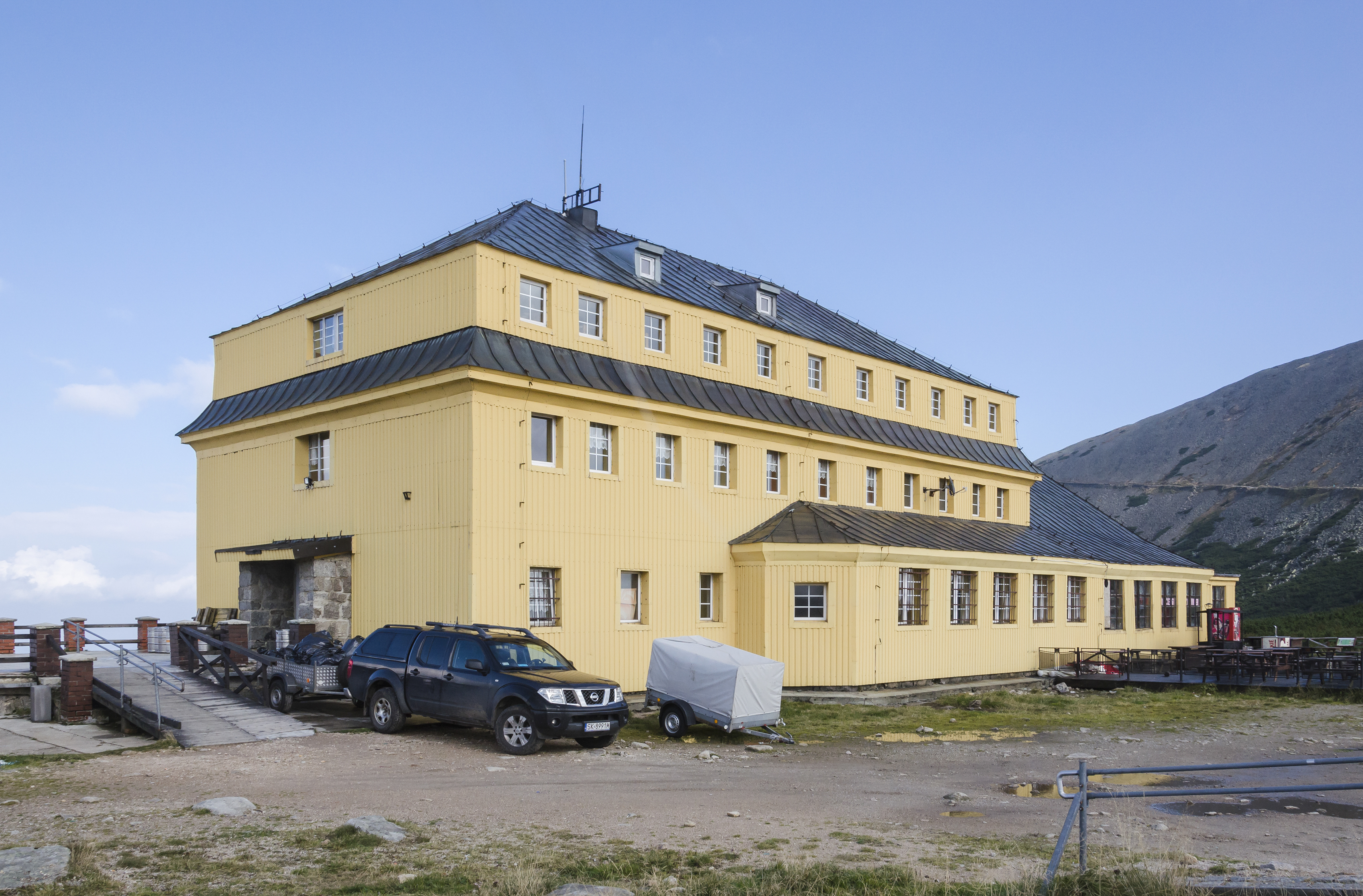
Schronisko Górskie „Dom Śląski”

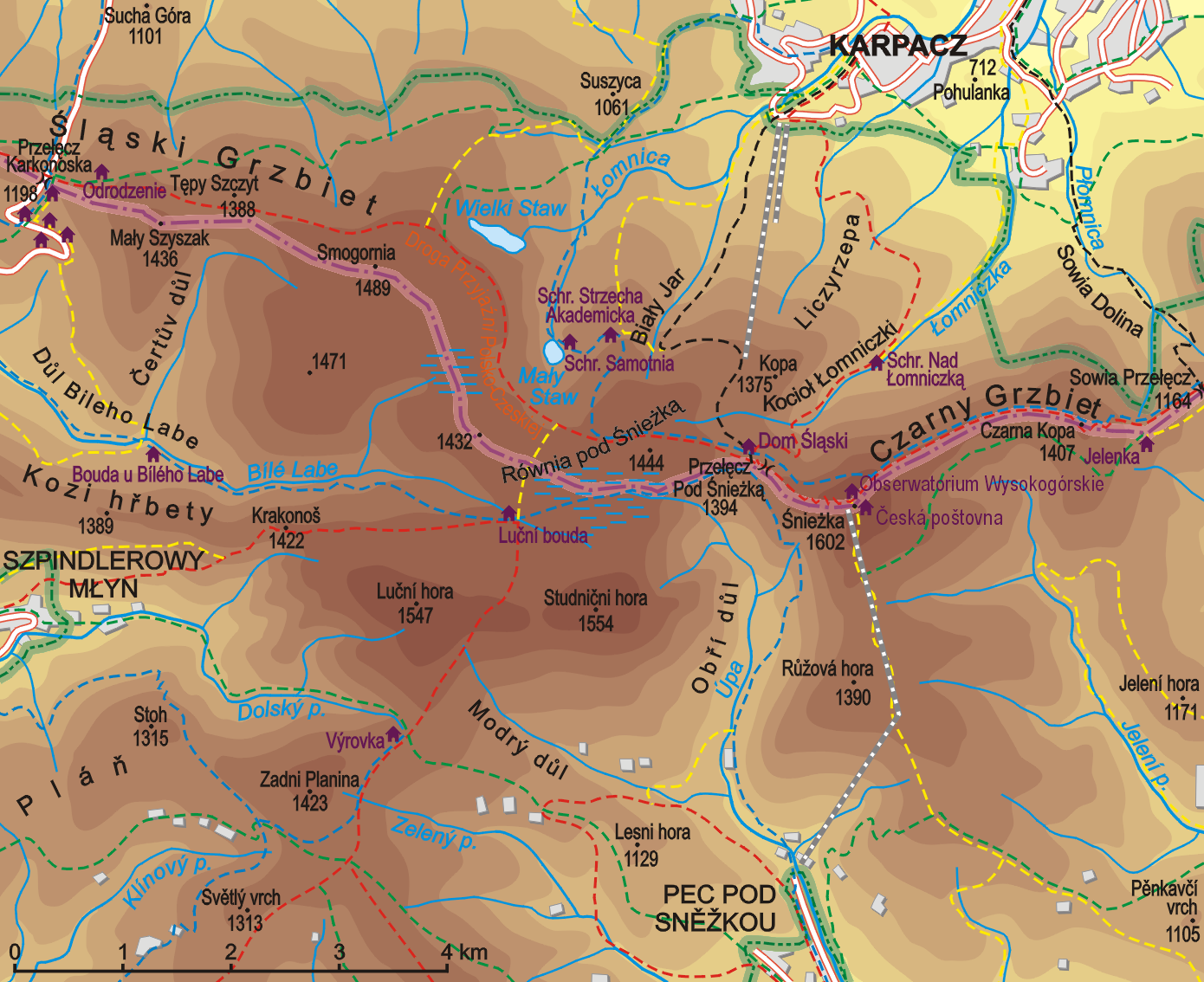
Równia pod Śnieżką ma mapie

Równia pod Śnieżką (1350–1450 m n.p.m.) – płaskowyż w Karkonoszach w Sudetach Zachodnich.

## Położenie
Płaskowyż, peneplena położona na wysokości od 1400 m do 1446 m n.p.m. na grzbiecie Karkonoszy pod najwyższą górą Sudetów Śnieżką, rozciąga się nad kotłem Łomniczki i Małego Stawu, Białym Jarem i Upską Jamą (czes. Úpská Jáma) oraz Doliną Białej Łaby (czes. Důl Bílého Labe).

## Opis
Jest to płaska rozległa przestrzeń o powierzchni ok. 9 km², położona na wierzchowinie Głównego Grzbietu (Śląskiego Grzbietu) i rozciągająca się po polskiej i czeskiej stronie Karkonoszy. Popodcinana jest kotłami polodowcowymi: Kotłem Małego Stawu od strony północno-zachodniej, Białym Jarem od strony północnej, Kotłem Łomniczki od strony wschodniej, Kotłem Upy (czes. Úpská Jáma) od południowo-wschodniej strony. Od zachodu wcina się w nią Dolina Białej Łaby. Większą część równi zajmują torfowiska z kosodrzewiną. Znajdują się tu torfowiska wysokie osiągające średnicę 50 metrów. W najszerszym miejscu, które jest najbardziej podmokłe, równia ma prawie 3 km długości. Nad równią wznoszą się kopulaste wierzchołki: Śnieżka (1602 m), Smogornia(1489 m) po polskiej stronie, a po stronie czeskiej Studniční hora (1554 m) i Luční hora (1555 m).

## Roślinność
Na równi zachowało się wiele cennych gatunków roślin. Jest to teren rezerwatu ścisłego. Rośnie tu kosodrzewina oraz wiele innych gatunków roślin objętych ochroną.

## Wody
Na bagnistych, torfowiskowych terenach Równi pod Śnieżką biorą swój początek rzeki: Biała Łaba (czes. Bile Labe), Upa (czes. Úpa), Łomnica i Łomniczka.

## Stratotyp antropocenu
W lipcu 2023 ogłoszono nominację stanowiska Równia pod Śnieżką na złotego gwoździa szeroko dyskutowanej epoki antropocenu. Zwycięzcą zostało kanadyjskie jezioro Crawford. Stanowisko Równia pod Śnieżką otrzymało nominację jako SABS (Standard Auxiliary Boundary Stratotype). Grupa Robocza ds. antropocenu zaproponowała trzy potencjalne SABSs - estuarium Beppu Bay (Japonia), jezioro Sihailongwan (Chiny) oraz polskie torfowisko. Równia pod Śnieżką analizowana przez zespół pod kierownictwem Barbary Fiałkiewicz-Kozieł, po zaakceptowaniu przez podkomisję Badań Czwartorzędu i Międzynarodową Komisję Stratygraficzną, będzie europejskim satelitą wspierającym złotego gwoździa. Wyróżniono polskie torfowisko Na równi pod Śnieżką z uwagi na wysoką rozdzielczość zapisu paleośrodowiskowego i różnorodność wskaźników antropogenicznych, w tym za identyfikację nowych technogenicznych cząstek – mikrosfer glinokrzemianowych oraz Mullitu.

## Historia
Przez Równię przebiegał „Śląski Trakt”, prastara droga z Vrchlabi na Śląsk. Pierwsze schronisko Strażnica zbudowano na równi w XVII wieku.
W XVIII wieku na równi wypasano kilkadziesiąt sztuk bydła.
W latach II wojny światowej na Równi odbywały się szkolenia niemieckich ekspedycji polarnych.

## Turystyka
Przez Równię pod Śnieżką prowadzą szlaki turystyczne:
- czerwony fragment Głównego Szlaku Sudeckiego ze Szklarskiej Poręby do Karpacza i Mysłakowic
- Droga Przyjaźni Polsko-Czeskiej na Śnieżkę i dalej na przełęcz Okraj
- niebieski z Karpacza Górnego do schroniska pod Śnieżką,
- czarny z Karpacza do schroniska pod Śnieżką.

Po czeskiej stronie:
- niebieski ze schroniska Luční bouda do Śląskiego Domu (Schroniska pod Śnieżką).

Na środku równi zwanej również Białą Łąką stoi górskie schronisko turystyczne Luční Bouda, jedno z największych i najstarszych, schronisk w Karkonoszach. Swój obecny kształt zawdzięcza przebudowie w latach czterdziestych XX wieku. U podnóża Śnieżki znajduje się schronisko górskie Śląski Dom (Schronisko pod Śnieżką). Przy schronisku Śląski Dom na Przełęczy pod Śnieżką (1394 m n.p.m.) do 21 grudnia 2007 roku znajdowały się dwa turystyczne przejścia graniczne do Czech: Równia pod Śnieżką – Luční bouda i Śląski Dom – Luční bouda.